# 히구치 층군
히구치 층군(樋口層群)은 서남일본 외대에 분포하는 하부 쥐라계의 퇴적층이다. 시마네현 가노아시군 요시카정 무이카이치 지역에 분포한다. 하부의 니시키 층군과는 고각단층 및 부정합으로 접하며, 상부의 간몬 층군과는 부정합으로 접한다. 암질에 따라 하부층과 상부층으로 구분된다. 하부층은 역암 및 사암으로 구성되며, 상부층은 사질흑색혈암 및 세립질 사암으로 구성된다. 노두에서 완족류 및 이매패류 화석이 다수 발굴되며, 동시대의 토요우라 층군, 라이바 층군 및 야마오쿠 층에서 산출되는 화석군과의 공통성이 발견된다.